# Claudius Guichard
Pour les articles homonymes, voir Guichard.
Claudius Guichard, né le 25 mai 1826 à Lyon (Rhône) et mort le 15 juillet 1895 à Paris, est un homme politique français.
Compositeur-typographe, il est maître imprimeur en 1867 et s'occupe de plusieurs journaux républicains. Opposant au Second Empire, il est déporté en Algérie française en 1851.
Sous la Troisième République, il est adjoint au maire de Lyon, vice-président du conseil général du Rhône de 1883 à 1892 et député du Rhône de 1890 à 1895.
La place Guichard du 3e arrondissement de Lyon porte son nom.

## Sources
- « Claudius Guichard », dans le Dictionnaire des parlementaires français (1889-1940), sous la direction de Jean Jolly, PUF, 1960 [détail de l’édition] [texte sur Sycomore]